# فرد ماثر
فرد ماثر (بالإنجليزية: Fred Mather)‏ هو عالم حيوانات أمريكي، ولد في 2 أغسطس 1833، وتوفي في 14 فبراير 1900.